# Grande Mosquée d'Asmara
La Grande Mosquée d'Asmara (en arabe : جامع الخلفاء الراشدين, jama al khulafa'a al Rashidin) est une mosquée située sur l'avenue Harnet (à l'origine viale Mussolini) à Asmara, la capitale de l'Érythrée. La mosquée est considérée comme l'un des trois édifices religieux importants de la ville, avec la Église Notre-Dame-du-Rosaire d'Asmara et la cathédrale copte Enda Mariam.
Conçue par Guido Ferrazza, elle a été construite en 1938, à l'initiative de Benito Mussolini, pour impressionner la population musulmane, qui représente environ 50 % de la population totale de la ville. Son nom signifie « adeptes de la bonne voie » ou « mosquée des califes bien-guidés».

## Architecture
Le bâtiment a été conçu par Guido Ferrazza dans un mélange de styles rationaliste, classique et islamique,. Le minaret, de style romain et à l'extrémité cannelée, est visible de tous les quartiers de la ville. Il dispose de deux plates-formes et de deux balcons de style baroque tardif (rococo) italien. En dessous du minaret, la façade de la mosquée dispose d'une loggia néoclassique (galerie extérieure), qui est divisée en trois parties. Les doubles colonnes du bâtiment sont fabriquées à partir de travertin de Dekemhare et sont équipées de chapiteaux en marbre de Carrare. La mosquée comprend également des dômes et des arches. Le mihrab, qui s'oriente vers l'ouest en direction de La Mecque, est également en marbre de Carrare, utilisé aussi dans d'autres parties de la mosquée. La cour ouverte devant la mosquée est recouverte de dalles en pierre noire disposées selon de façon géométrique.

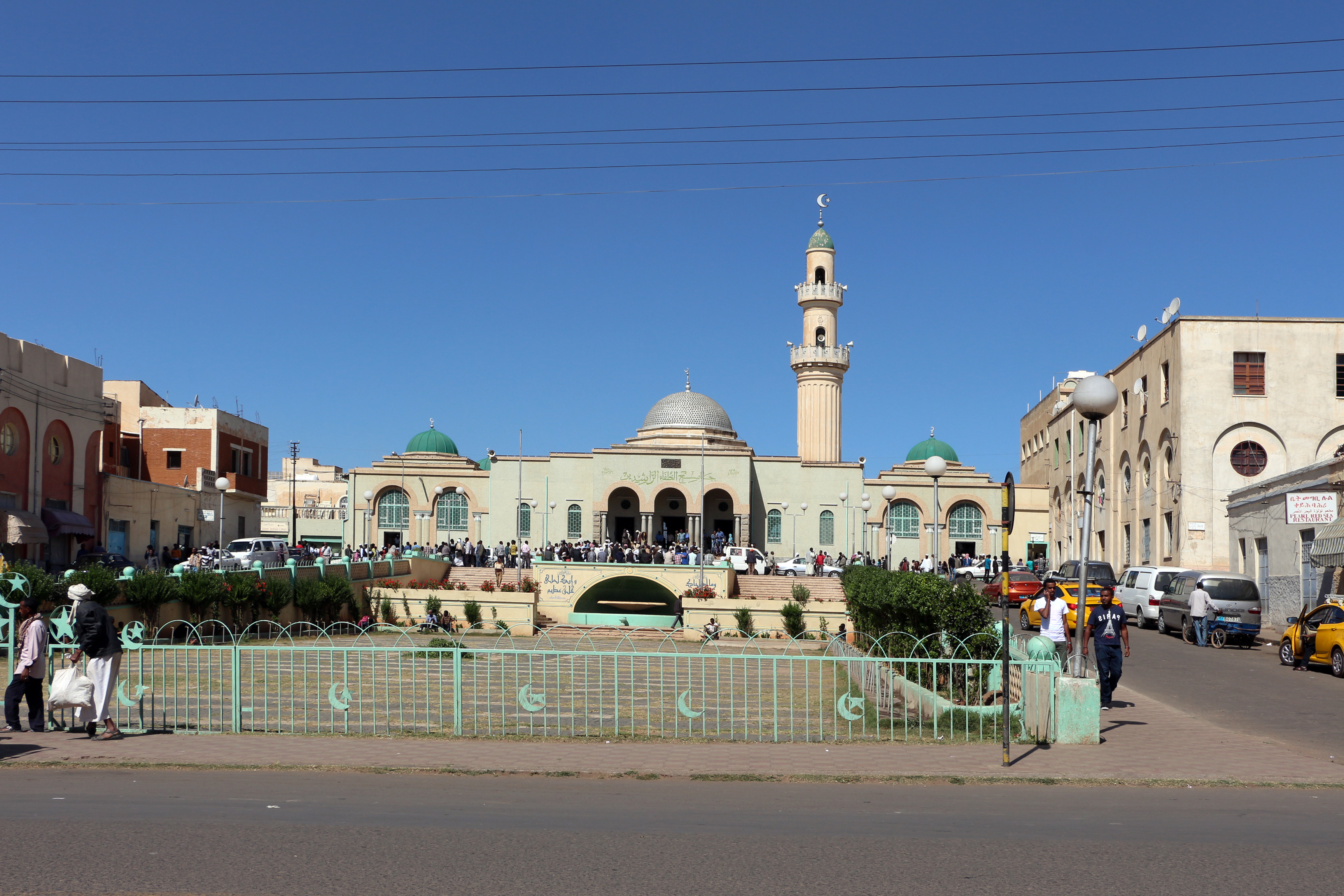
Vue panoramique.